# Palácios Reais de Abomei
Os Palácios Reais do Abomei são um conjunto de 12 estruturas construídas em argila pelos fons entre meados do século XVII e finais do XIX, distribuídos por uma área de 40 hectares no centro da cidade de Abomei, no Benim, capital do antigo Reino do Daomé . O reino foi fundado em 1625 pelos fons que desenvolveu um poderoso império militar e comercial, que dominou o comércio de negros com traficantes europeus (a quem vendiam seus prisioneiros de guerra) Costa dos Escravos até o final do século XIX. No seu apogeu, os palácios podiam acomodar até 8.000 pessoas . O palácio incluía um prédio de dois andares conhecido como a "Casa Búzios" ou akuehue .
Um dos locais tradicionais mais famosos e historicamente mais significativos na África ocidental, os palácios constituem um dos sítios considerados pela UNESCO como Patrimônio da Humanidade e também como Patrimônio Mundial em perigo, devido aos estragos provocados por um ciclone em 15 de março de 1984, quando o recinto real e museus, particularmente o "Pórtico de Guezô", a "Sala Assins", o túmulo do arroçu e a "Sala das Joias" foram  danificados. No entanto, com o apoio de vários organismos internacionais, o trabalho de restauro e renovação foi concluído. Baseada em avaliações posteriores e dos relatórios recebidos, a UNESCO decidiu remover o conjunto arquitetônico da Lista de Patrimônio Mundial em Perigo em julho de 2007 . Desde 1993, 50 dos 56 baixos-relevos que decoravam as paredes do palácio de Glelê (r. 1858–1889) (denominado agora Salle des Bijoux ou "Sala das Jóias") foram removidos e substituídos na estrutura reconstruída. Os baixos-relevos trazem um código iconográfico que expressa a história e o poder dos fons.

## História
Quando a UNESCO designou o complexo de Abomei como Patrimônio da Humanidade em 1985, registou que os opulentos palácios foram construídos pelos 12 arroçus que governaram o poderoso reino do Daomé entre 1695 e 1900, tornando aquele local isolado no centro cultural do império. Uebajá (r. 1645–1685), segundo arroçu do Daomé e fundador de Abomei, foi quem iniciou a construção dos palácios .
Segundo a lenda, a família real responsável pela construção dos 12 palácios era descendente da mítica princesa Alibonom de Tadô e de uma pantera . A história documentada, no entanto, remonta ao século XVII a dois de seus descendentes, os reis Ganerreçu e Dacodonu. Uebajá (r. 1645–1685) foi o arroçu que estabeleceu a sede do reino no planalto de Abomei, definindo os alicerces legais para o funcionamento do reino, os cargos políticos e as regras de sucessão .
Agajá (r. 1708–1740) derrotou os reinos de Aladá (1724) e Huedá (1727) , resultando na morte de vários prisioneiros. Muitos sobreviventes foram vendidos como escravos em Gleué (atual Uidá). Estas guerras marcaram o início do predomínio do comércio de escravos no Daomé (que era realizado através do porto de Uidá, capital de Savi) com os europeus .
No século XIX, porém, com o fortalecimento do movimento antiescravidão, Guezô (r. 1818–1858) iniciou o desenvolvimento da agricultura no país, resultando em maior prosperidade econômica para o reino, com a exportação de produtos agrícolas como o milho e derivados de palma . Em 1894, a França invadiu o Daomé. Inicialmente, os exércitos daomeanos venceram muitas batalhas (numa delas, o próprio comandante do exército francês foi morto), mas terminaram por sucumbir à superioridade das forças invasoras e o poderoso reino do Daomé tornou-se uma colônia francesa. Beanzim, último arroçu independente do Daomé, ateou fogo a Abomei após ser derrotado pelas forças coloniais francesas, sendo deportado pouco depois para a Martinica. Seu sucessor, Agoli-Agbo, governou até a sua deportação para o Gabão, em 1900. Em 1961, quando o atual Benim alcançou sua independência da França, o esplendor do Daomé ressurgiu com vigor .
Todos os eventos do reino foram registrados e acompanhados através de uma série de baixos-relevos de argila policromada .

## Cultura

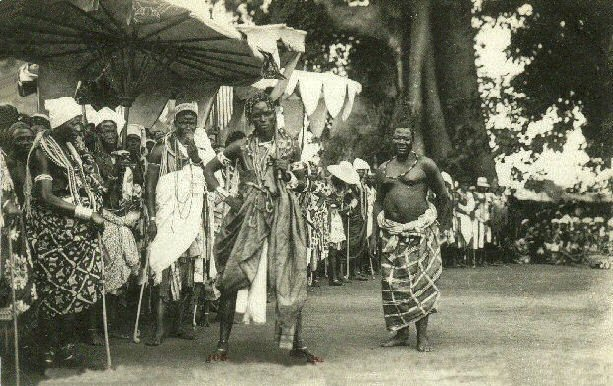
Celebração de chefes fons em Abomei (1908)

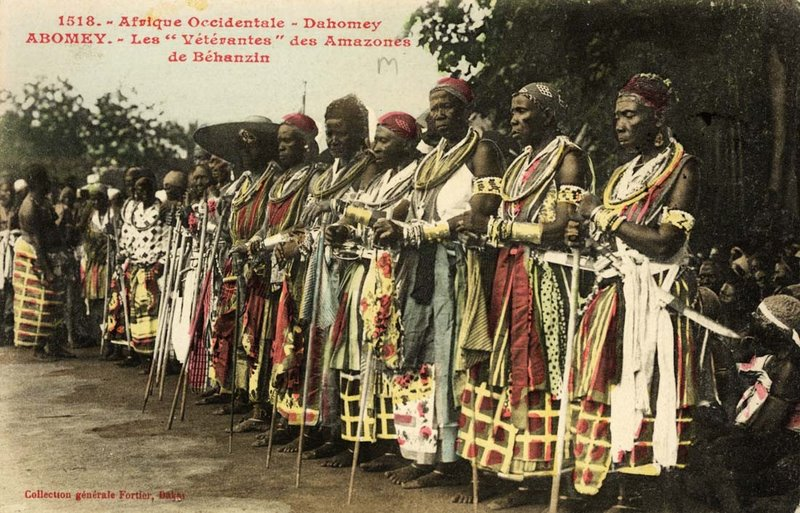
Ahosi, Amazonas Veteranas de Beanzim (1908)

Na cultura daomeana a intensa reverência aos reis, com grande significado religioso, estava profundamente arraigada. Cerimônias faziam parte da cultura, com o sacrifício humano como uma das práticas .

## Arquitetura tradicional

### Traçado
A cidade era circundada por uma muralha de lama com uma circunferência estimada em seis milhas (Enciclopédia Britânica, 1911), atravessada por seis portões, e protegida por uma vala de 1,5 m de profundidade, preenchida com uma sebe densa de acácia espinhosa, a defesa usual das fortalezas africanas ocidentais. Dentro das paredes, estavam as vilas separadas por campos, por diversos palácios reais, por uma praça de mercado e por um campo grande que continha as choças. A espessura média das paredes, em torno de 45 cm, mantinha as temperaturas mais baixas no interior do palácio .
Cada palácio tinha um design diferenciado para atender aos caprichos dos reis. O Podoji, atravessado pelo Honua, formava o primeiro pátio interno do palácio, enquanto o segundo pátio interno, Jalalahènnou, era atravessado pelo Logodo. O Ajalala, um edifício único com vários tipos de aberturas, ficava no segundo pátio e as paredes continham decorações em baixo-relevo com imagens sugestivas. Os palácios de Glelê e Guezô, que sobreviveram ao incêndio intencional de 1894 provocado por Beanzim, foram restaurados e agora fazem parte do museu .
O material utilizado na construção consistiu em terra para as fundações, pisos e estruturas elevadas. O trabalho de marcenaria e carpintaria era feito com madeira de palmeira, bambu, Iroco e variedades de mogno. Os telhados eram feitos com palha e chapas de metal .

### Baixos-relevos
Os baixos-relevos funcionavam como livros de registro (na ausência de documentos escritos) para gravar os eventos significativos na evolução do império, relatando as vitórias militares, o poder de cada rei e os mitos, costumes e rituais dos fons. No entanto, em 1892, em desafio à ocupação francesa, Beanzim (r. 1889–1894) ordenou que a cidade e os palácios fossem queimados. Providencialmente, a maioria dos monumentos sobreviveram ao incêndio, e muitos palácios já foram restaurados. Placas de cobre e latão adornavam as paredes .
Os baixos-relevos foram embutidos em paredes e pilares. Eles eram feitos de terra de cupinzeiros misturada com óleo de palma e tingidas com pigmentos vegetais e minerais. Eles representam um dos mais impressionantes destaques dos palácios, que estão agora em exposição no museu .
Muitos dos objetos expostos no museu, que faziam parte das cerimônias religiosas realizadas pelos reis no passado, são usados até hoje pela família real do Daomé em seus ritos religiosos .

## Reconhecimento da UNESCO
Em reconhecimento à importância cultural única destes monumentos, a UNESCO inscreveu os palácios reais de Abomei, no âmbito da Lista de Patrimônio Mundial em 1985, sob o critério IV . O local inscrito consiste em duas zonas, a saber: os palácios que compõem o zona principal e a zona do Palácio de Acabá, na parte nor-noroeste do complexo; ambas as zonas estão incluídas entre aquelas com paredes parcialmente preservadas. A inscrição UNESCO afirma: "entre 1625 e 1900, doze reis sucederam um ao outro à frente do poderoso reino de Abomei Com a exceção de Acabá (r. 1685–1708), que usou um local separado, cada um tinha seus palácios construídos contiguamente, mantendo o espaço e os materiais utilizados nos palácios anteriores. Os palácios reais de Abomei são a única lembrança deste reino desaparecido.". Os palácios reais de Abomei foram retirados da lista de Patrimônio Mundial em Perigo em julho de 2007 .

## Museu Histórico de Abomei
O Museu Histórico de Abomei foi criado em 1943 pela administração colonial francesa, e ocupa um edifício construído sobre uma área de 2 hectares. Sua cobertura inclui todos os palácios dentro de uma área de 40 hectares, em especial os palácios doe Guezô e Glelê. O museu tem 1.050 peças, a maioria pertenceu aos arroçus que governaram Daomé . O museu abriga diversas exposições que representam a cultura do Reino do Daomé em sua totalidade. Algumas das exposições mais significativas são: os mantos reais bordados, tambores tradicionais e pinturas representando cerimônias e a guerra entre a França e o Daomé .

## Galeria

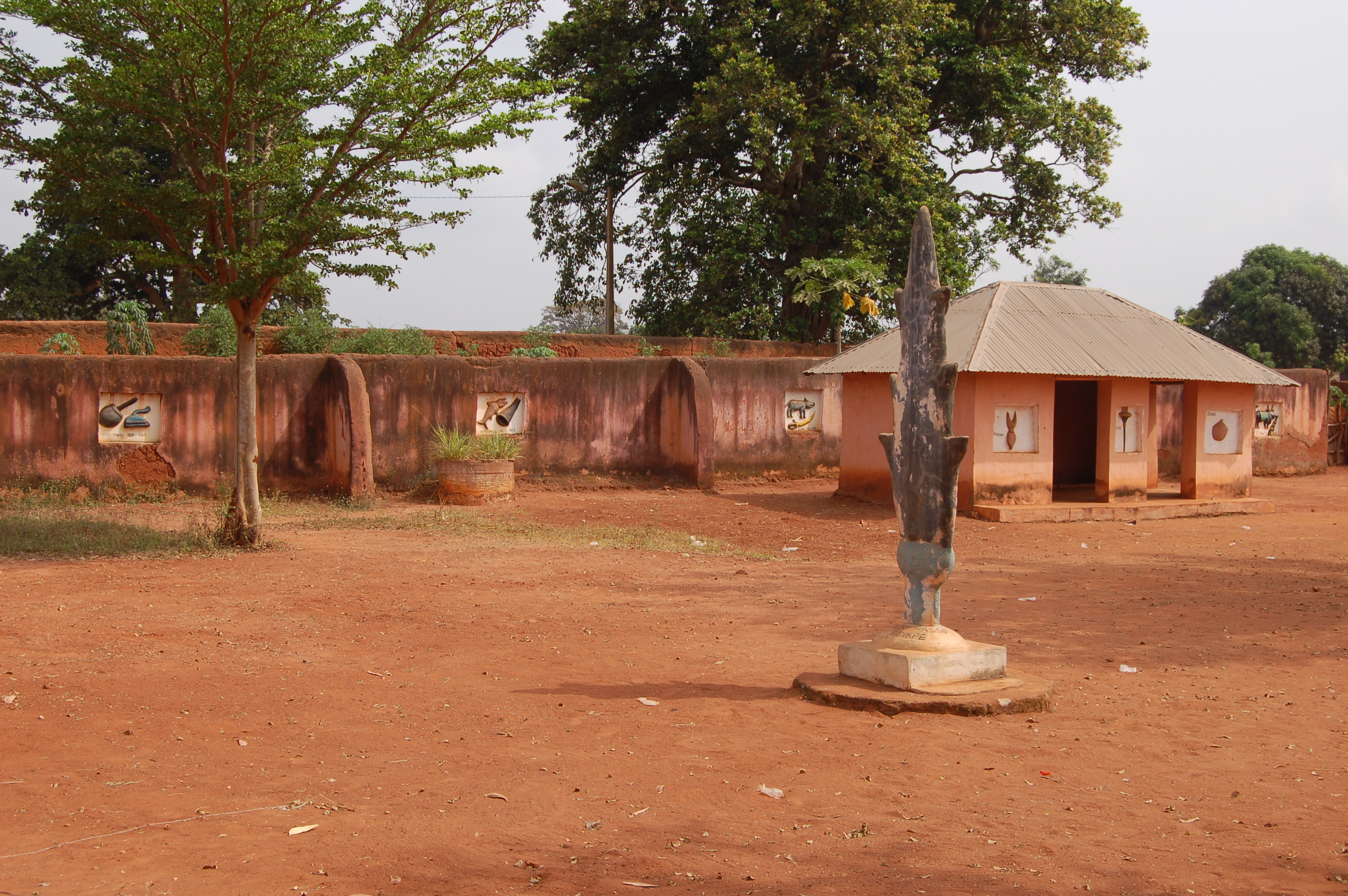
O Complexo Real de Abomei.
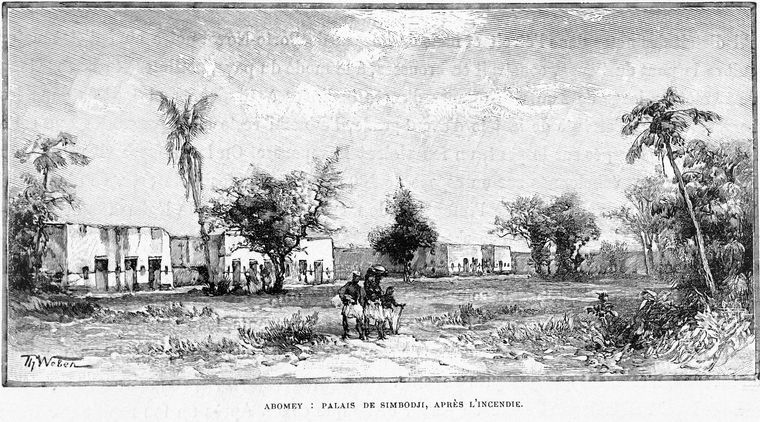
Palácio de Simbodji após o incêndio.
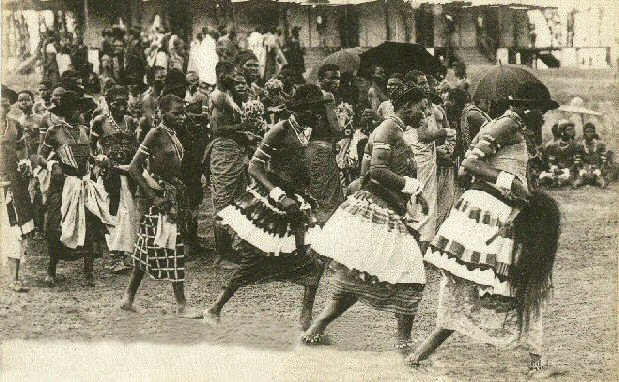
Dança de mulheres fons durante celebração em 1908.
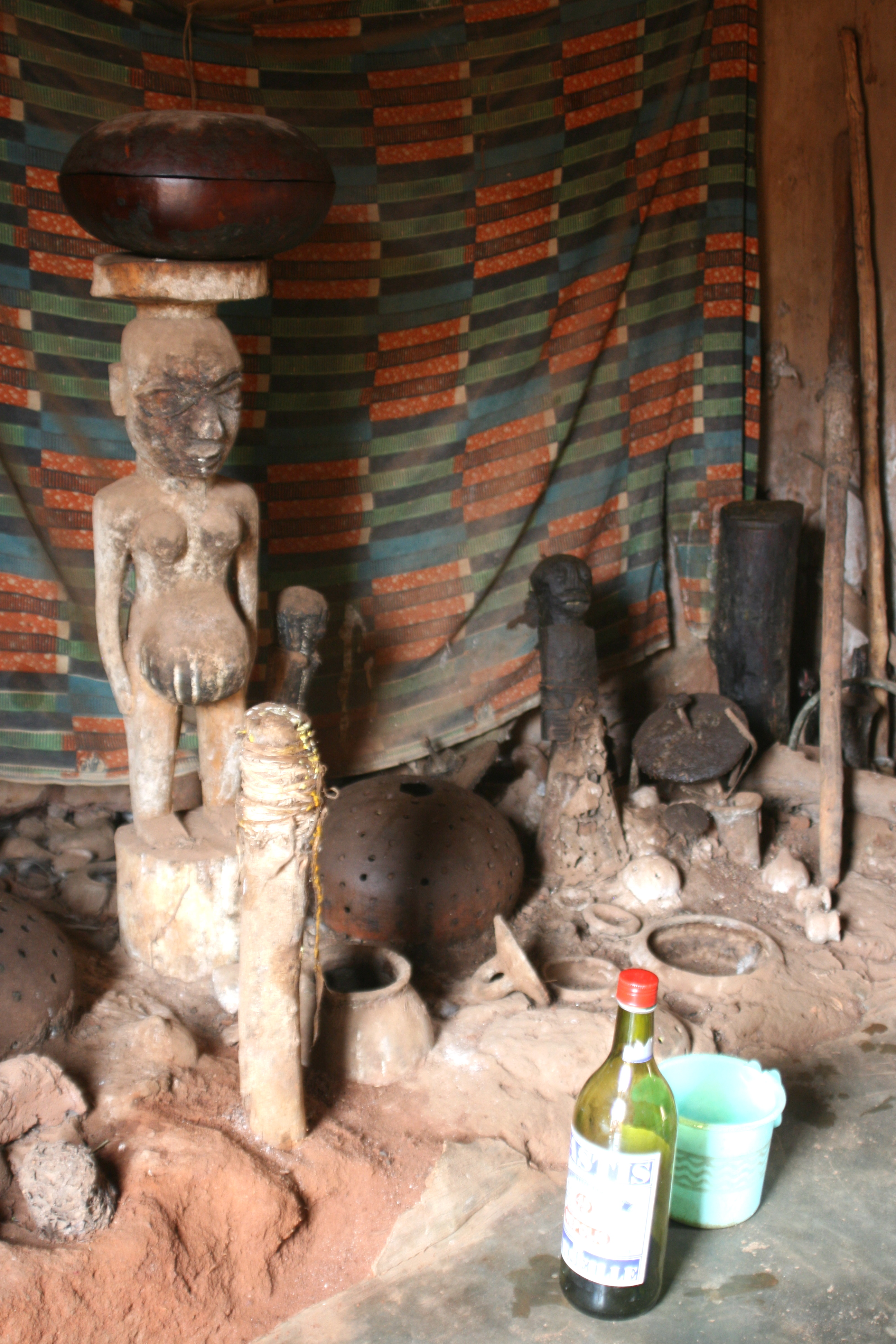
Altar ritual.

## Nota
- Este artigo foi inicialmente traduzido, total ou parcialmente, do artigo da Wikipédia em inglês cujo título é «Royal Palaces of Abomey», especificamente desta versão.